# ピサのグリフィン

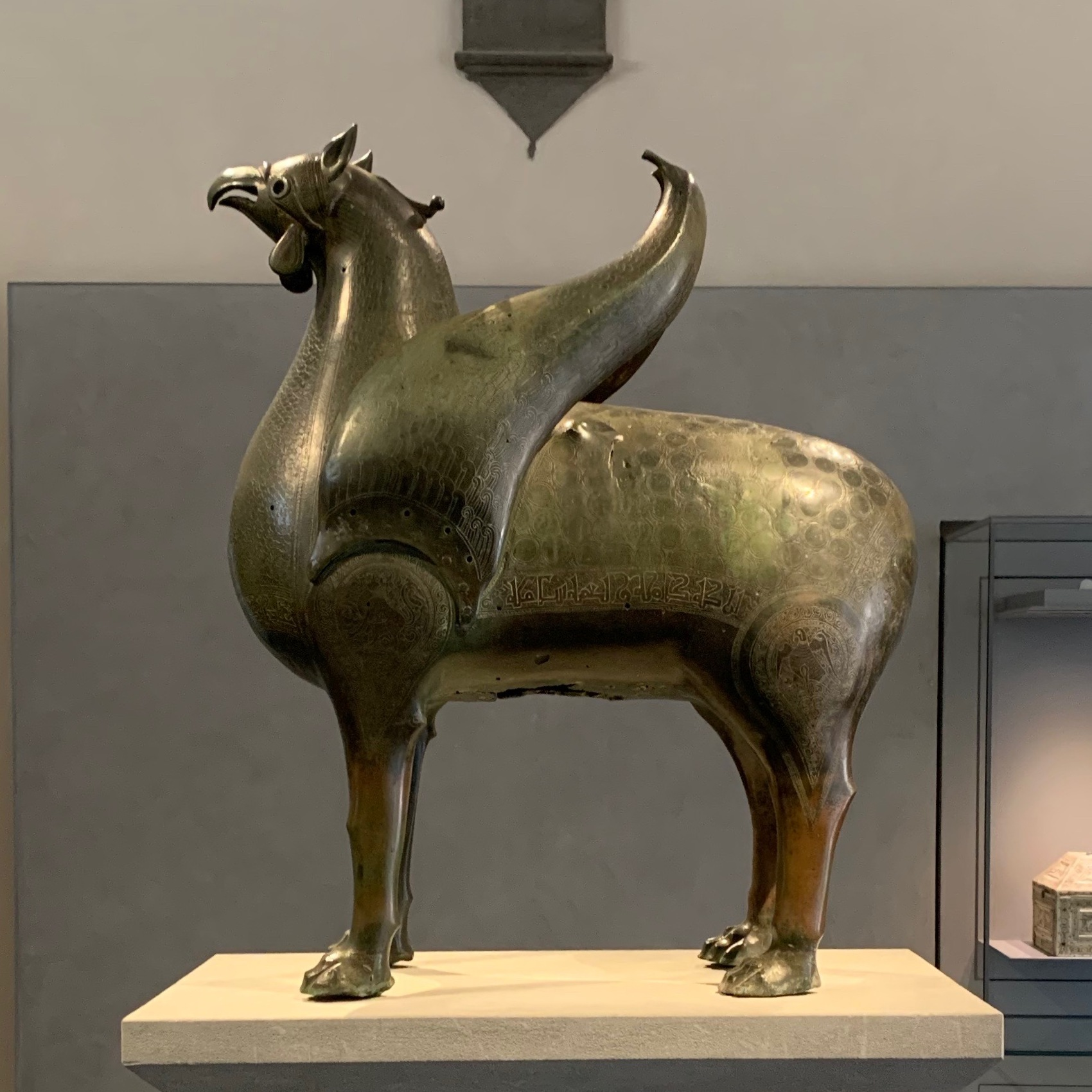
ピサのグリフィン（大聖堂付属博物館）

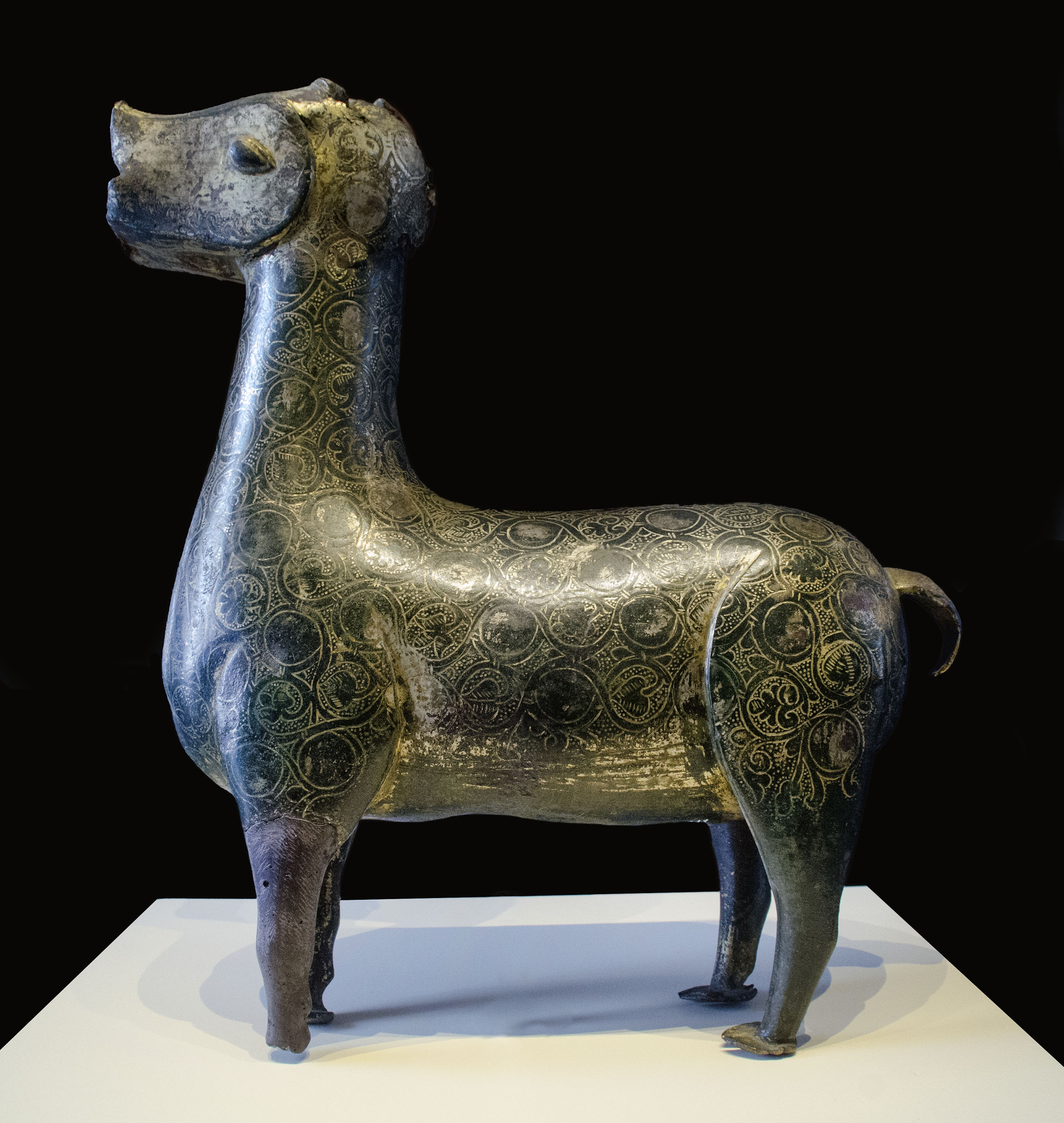
10世紀の鹿形の噴水口（マドリードのマディーナ・アッザフラーから、高さ32.3 cm）

ピサのグリフィン（Pisa Griffin）とはピサの大聖堂付属博物館（Museo dell' Opera del Duomo, Pisa）におさめられた、神話上の動物であるグリフィンをかたどった大型のブロンズ像である。中世以来イタリアのピサに置かれているが、その出自はイスラム美術にある。高さは1.07メートルに達し、中世イスラムの金属工芸としては知られるうちで最も大きい彫像であり、おそらくスペインがイスラム支配の時代にあった11世紀にアル・アンダルスでつくられたものである。イスラム美術において伝統的な動物形のブロンズ像のなかで「最も有名であり、最も美しく歴史的に価値がある作品」と称されている。

## 作品
このワシの頭のグリフィンは、馬の耳と雄鶏の肉垂、翼をそなえ、おそらくライオンかあるいは他の哺乳類の胴体を持ち、足指がある。寸法は高さが107cm、全長43cm、幅43cmである。ブロンズの鋳物（つまり銅合金）であり、両翼は別に鋳造され鋲で留められている。内部は大きく空洞になっている。その全身に浮き彫りの彫刻が施されており、グリフィンの胸と脇腹のまわりにはクーファ体のアラビア語で碑文が彫られている。すなわち「持ち主に全き祝福を、つつがなき安寧を、全き喜びを、永遠の平和と万全なる健康を、幸せと幸運を」。翼は様式化された羽で飾られ、胸部には半円形のうろこが重なりあい、背中は2つの輪でできた簡素な円が織目模様の地に敷き詰められている。それぞれの足の上はさらに凝っており、涙を逆さにした形の装飾（カルトゥーシュ）が重ねられ、その中でアラベスクが動物をとりまいている。前足にはライオンが、後ろ足には鳥、おそらくはワシの姿が描かれている。
ブロンズ像は内を覗く3つの孔が開いており、様々な解釈を誘う付属品が置かれている。孔は口と背中（おそらくは尾が失われた）と腹にあるが、腹部の孔はより大きく開いていて、中には「ブロンズでできた球形の『杯』があり、腹のほうに口が向けられて、同じ金属の小片とともに背中に接合されている」。

## 背景
ピサのグリフィンは、現存する動物を模したイスラム美術のブロンズ像のなかでも最も大きな作品に分類される。同じような美術品のほとんどはもっと小ぶりで、水差しや香炉のように使うものだが、その起源は古くイスラム前のサーサーン朝時代の器にまで遡ることができる。中程度の大きさの作品のうち比較的小さいものにもはっきりと噴水口とわかるものがあり、グラナダのアルハンブラ宮殿でみることのできる名高い石造りのライオンのように、おそらくもともと外を向けて円の形に並べられていた。20世紀以降にこのようなイスラム美術の動物を模したブロンズ像2つが売却されており、どちらも持ち運ぶことのできない大きさであるが、明らかに噴水口としてつくられている。一つはライオン像で時代的には比較的新しく、おそらくはシチリアのものであり、、2002年にサザビーズで£1,546,650の値がついた。もう一つは10世紀のコルドバの美術品である牝鹿をかたどった像のほうは、1997年にクリスティーズで£3,631,500で落札されている。さらに後者は「コルドバの牡鹿」と対になると言われている。コルドバの牡鹿とはピサのグリフィンに次いで最もよく知られている作品で（もともとあったと推測されている）枝角を欠いた状態だが高さは61.6cmあり、時代的には950年から1000年頃にあたる。コルドバ郊外にある巨大な宮殿であり都市でもあったマディーナ・アッザフラーの遺跡から発見されたもので、コルドバの県立考古学博物館におさめられている。番は見つかっていないがマディーナ・アッザフラーの牝鹿をかたどった噴水口はもう一つあり、マドリードの国立考古学博物館に収蔵されている。「…マディーナ・アッザフラー宮殿の凝ったつくりの噴出口がしつらえられた大理石のため池。その一つを囲むのは、口から水を吐き出す動物をかたどった十二の黄金の像である」とは17世紀トレムセン出身の歴史家マッカリーの言葉である。その他の比較的小さな作品に10世紀か11世紀の「カッセルのライオン」（カッセル博物館）やルーブルにある「モンソンのライオン」が知られている
そしてこのグリフィンの像も、泉のそばに置かれ、やはり口から水を吹き出すものだったのではないかという考えられてきた。しかしその内部構造を手がかりにして、この像やもっと小さいライオン像（ニューヨークのメトロポリタン美術館）は実は口から音を出すように設計されているというより新しい説も唱えられている。つまりイスラム宮廷で喜ばれていたことで知られる一種のからくり仕掛けの玩具のようなものだったという考え方である。
このグリフィンがつくられた場所についても長い議論がたたかわされており、アル・アンダルース、エジプト、シチリア、北アフリカなどがその候補地として語られてきた。この議論ではしばしば同じ場所でつくられたと考えられる何らかのブロンズ像のグループがその話題の中心となっている。アンダルースが最も有力だが、南イタリアつまりシチリア島の可能性も高く、逆にエジプトはこの論争からほとんど脱落している状態にある。
ロバート・ヒレンブラントが示唆するところでは、グリフィンをはじめとした動物像が持つ幻想的な性格は、神話的な獣であれば動物を生き写しに象るときとは違ってその姿が崇拝の対象とはみなされにくいという考え方に影響を受けたものである。どのようなものであっても動物の描写は厳密に解釈したイスラムの教えには背くものであり、三次元でしかも大型であったならば、偶像崇拝への接近を非難されていた可能性が高いし、実際にイスラム美術においては稀なことである。エルミタージュ美術館にある親子の牛にライオンが襲いかかる場面を切り取った水差しは、つくられた後に動物の喉の所が刻まれて深い溝がはいっているが、おそらくこれは動物たちが死んでいることを明確にするためのものである。またオレグ・グラバールによれば、像に彫られた装飾がビザンチン美術の金や銀に施された象眼とエナメルを「より安価な青銅に翻訳した」ものである可能性がある。グリフィンの背中や他の作品にある円形の模様は、織物の図柄に由来するものである。

## 歴史

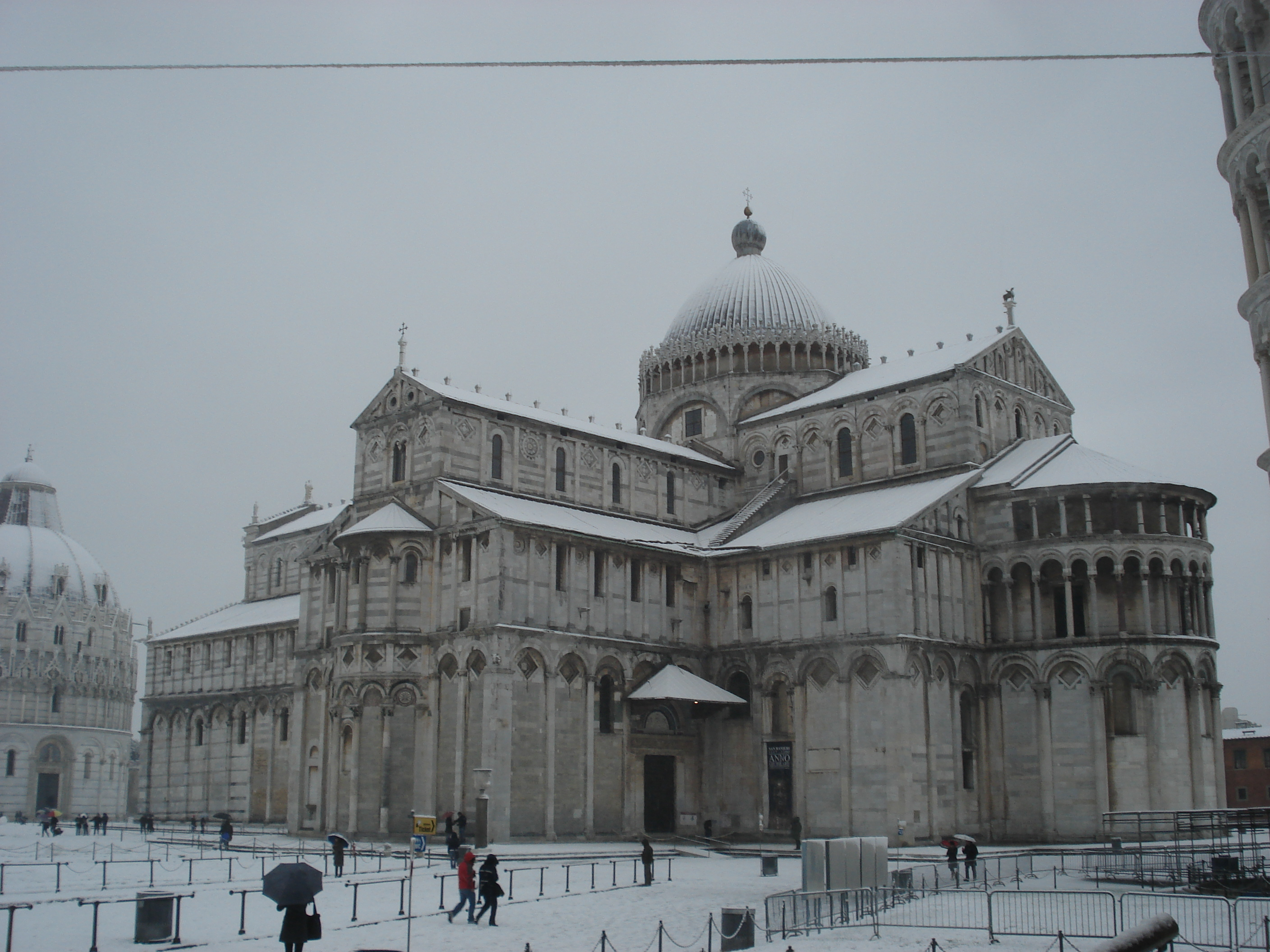
ピサ大聖堂のアプスの上に置かれたレプリカのグリフィン。左手には洗礼堂が、右手には斜塔がみえる

グリフィンは一般に11世紀の後半から12世紀の初めにピサに伝わったと考えられている。この時代、海洋国家として栄えていたピサ共和国が、数多の「戦争」で勝ち取った戦利品の１つ、つまり当時のイスラム諸国に対して仕掛けた戦争で得たものであろう。1087年にはズィール朝の首都マーディア、現代のチュニジアで勝利を収めており、ここから伝わった可能性も考えられよう。このグリフィンはピサ大聖堂の東端にあるアプスの上の切妻から伸びる円柱の頂点にある壇に置かれ、おそらくは1064年に始まった建設のときから聖堂の一部であった。ここは非常に名誉ある場所だったが、それは間近でみることはできないということでもあった。そしてイスラム教起源であるということは世紀をまたぐごとに忘れられていった。この地で語られている後世の言い伝えによれば、その由来は様々である。ローマ時代のものであるとか、この地で中世につくられたものであるとか、1115年に始まる戦争の獲得品であるとか、聖堂が建設されるときに掘り起こされて発見されたという奇跡のような逸話まであった。いずれにせよこの時代のヨーロッパでつくられた青銅の鋳物は大型の洗礼盤や両開きの扉に特化しており、グリフィン像と同じ博物館にもレリーフのついた見事なロマネスク様式の扉がおさめられている。
1828年にグリフィンは取り外され、大聖堂博物館に収められた。その後もとあった場所には複製品が置かれている。像を間近で見れば、クーフィー体の碑文がイスラム教起源であることを明かしてくれるが、1861年に出版されたマレーによるイタリアのハンドブックにはこんな空想がめぐらされている。「アラブ人によるものであっても、イスラム教によるものでないことははっきりしている。もっともありうるのはドゥルーズ派の偶像か護符、つまりはコーランの教えをいまもひそかに拒んでいる部族のものであろう」。とまれ製作された場所や年代に関する議論は現代にまで及んでいる。
ピサではこのグリフィンは戦勝記念品である一級品のブロンズ像と並んで市街の中心部で展示されている。その扱いはヴェネツィアの広場のサンマルコの馬や円柱のライオンにもひけをとらない。ピサの斜塔がそびえ、背後には洗礼堂がみえるように、ピサのミラコリ広場において、イタリアでおそらくは最も名高いロマネスク建築が集う場の一画を占めている。
その後ピサのグリフィンは、1989年にベルリン、1992年にグラナダとニューヨーク、2012年にユタ州プロボを巡って展覧会が開かれており、「ピサのグリフィンとそれに関連した金属細工と物質文化についての学際的プロジェクトがオックスフォード大学、ピサ大学、ドゥオーモ付属美術館、ローマの保存修復研究所の協力のもと」進められている。

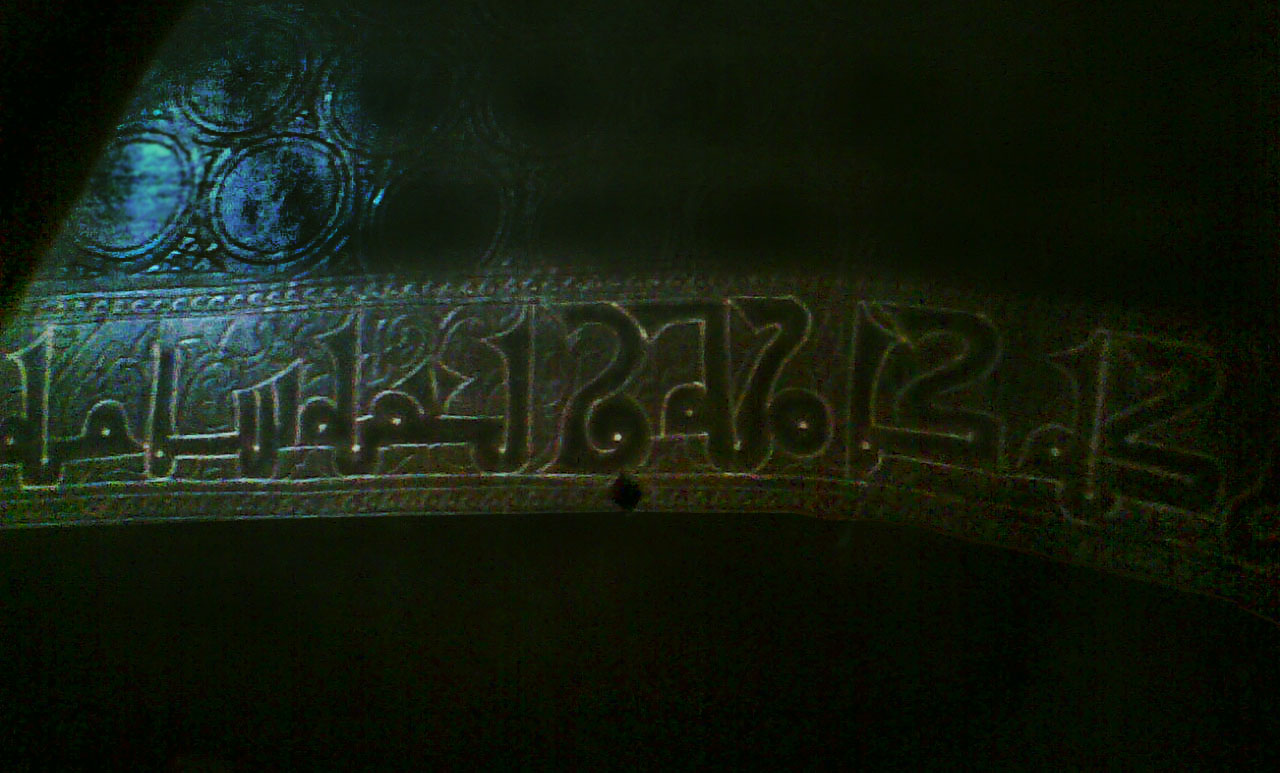
ピサのグリフィンに刻まれたクーファ体の碑文
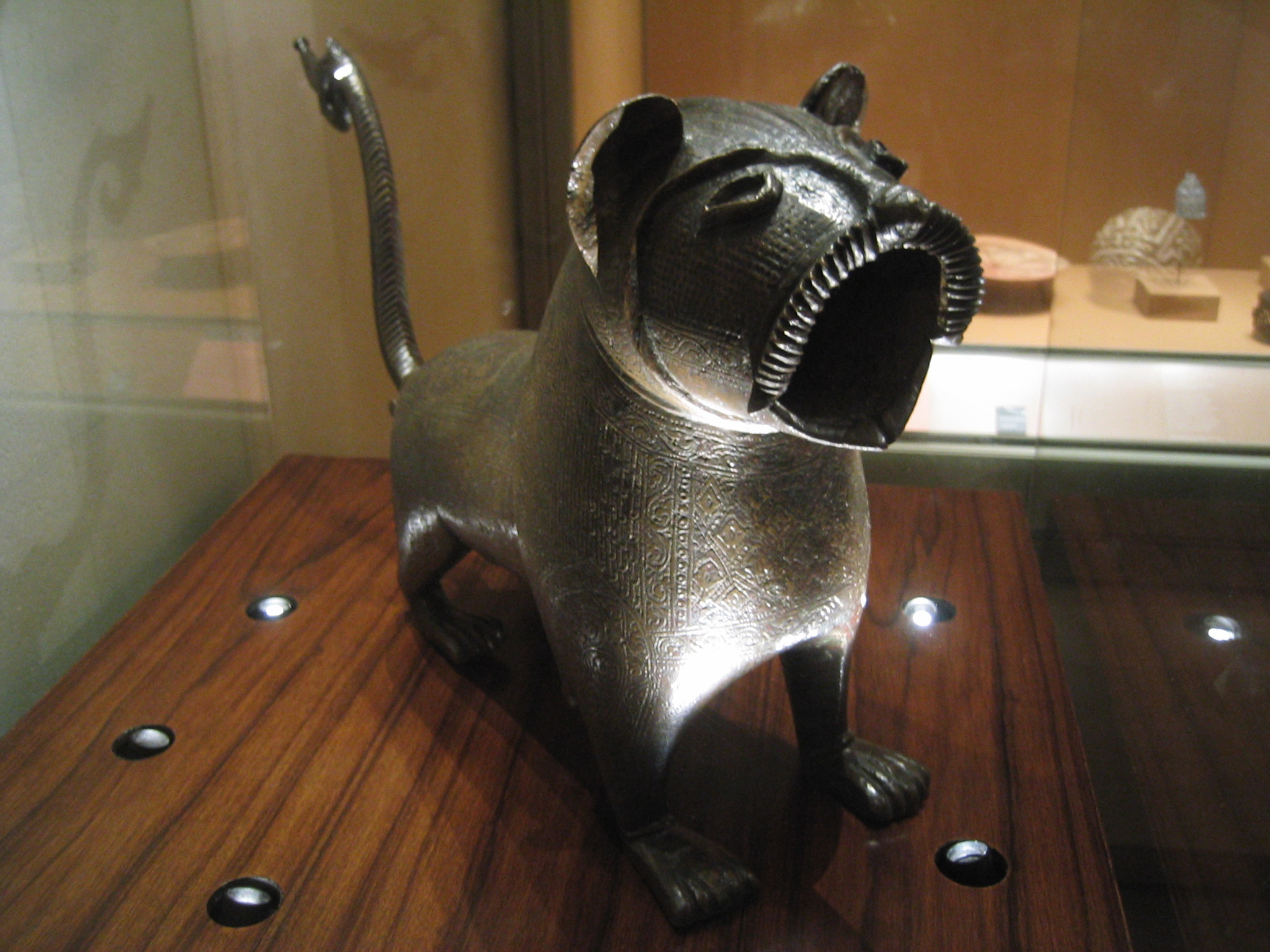
モンソンのライオン（12-13世紀、ルーブル）
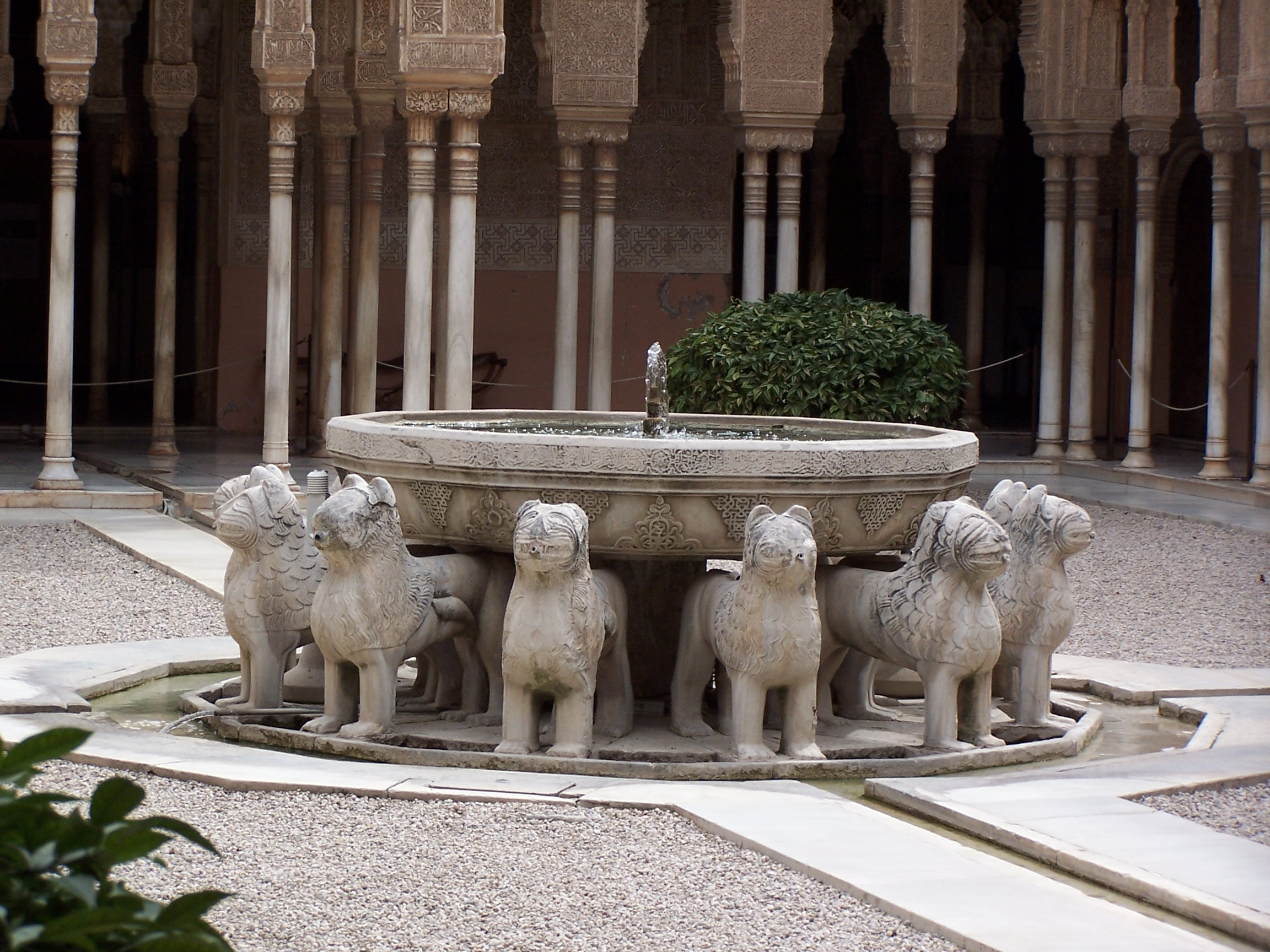
アルハンブラのライオンの噴水（14世紀）
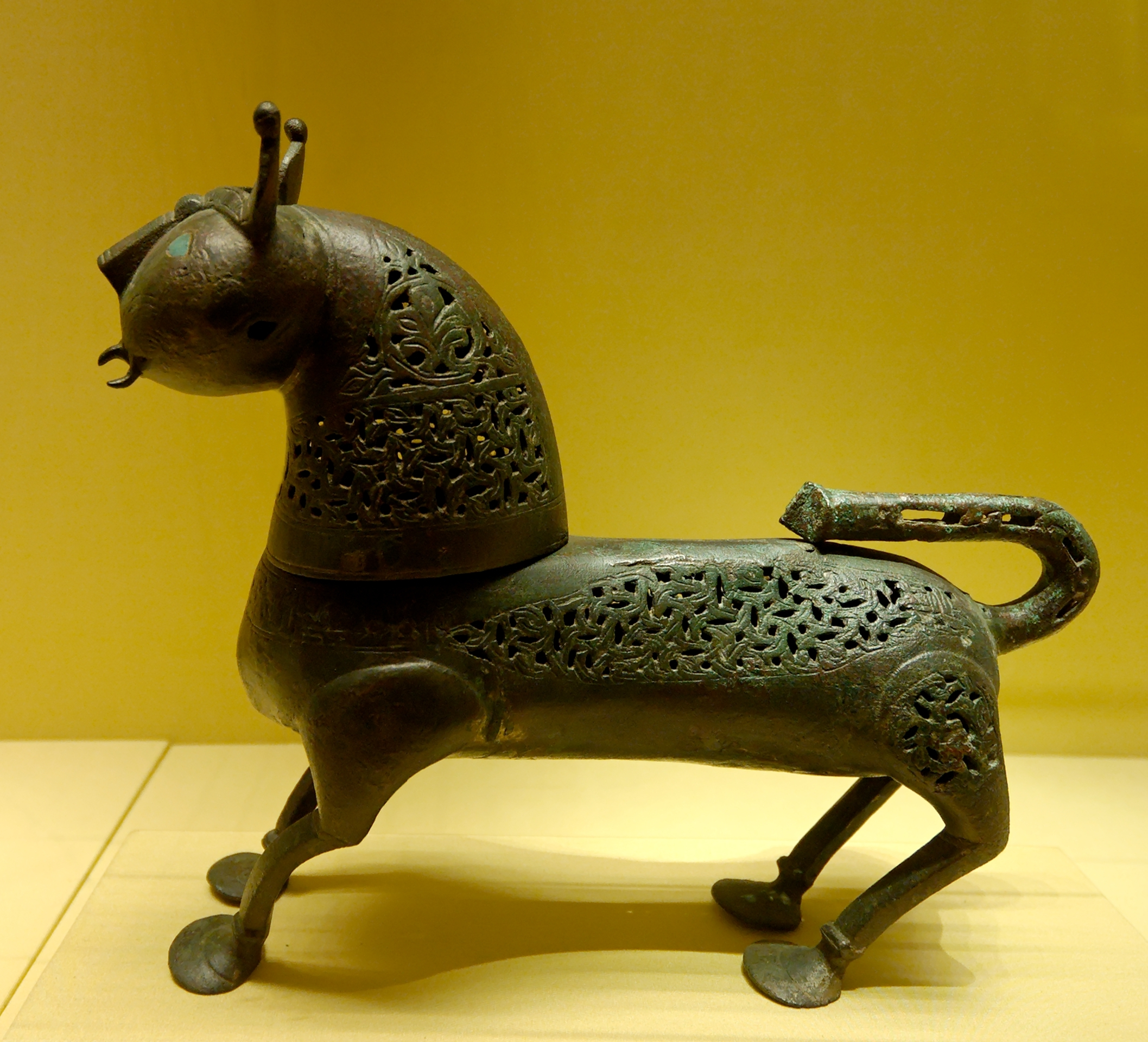
ペルシャの香炉（12-13世紀）
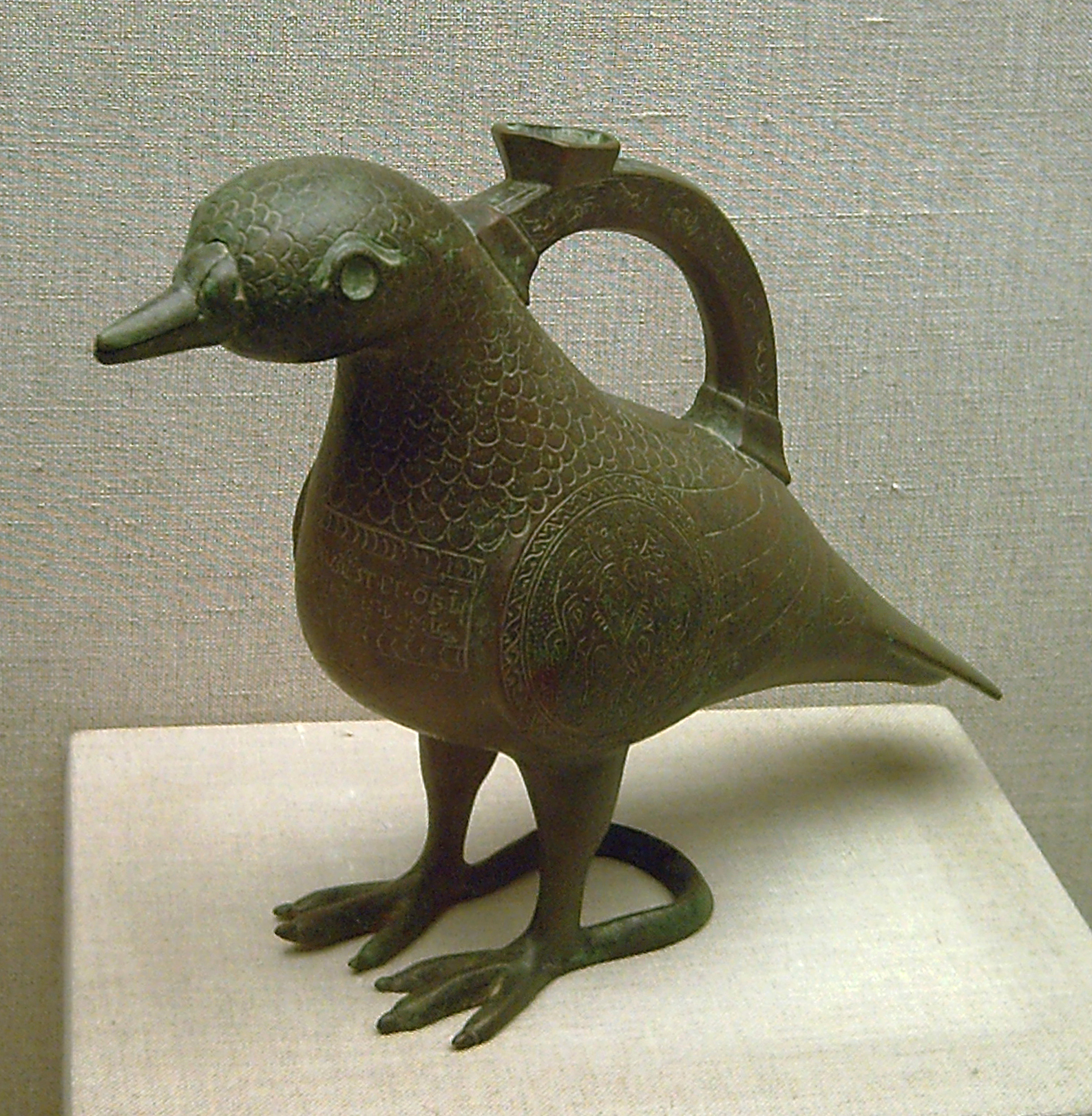
ペルシャの水差し。脚の上にはカルトゥーシュがある（ヨーロッパに持ち込まれたのが1100年頃）